# Roberto Gagliardini
Roberto Gagliardini, född 7 april 1994 i Bergamo, är en italiensk fotbollsspelare som spelar för Monza. Han har även representerat Italiens fotbollslandslag.

## Karriär
Den 7 juli 2023 värvades Gagliardini av Monza, där han skrev på ett ettårskontrakt. I april 2024 förlängdes kontraktet med ett år.